# Pells Stern
Pells Stern (im englischen Original: Downbelow Station) ist ein Science-Fiction-Roman der US-amerikanischen Schriftstellerin C. J. Cherryh. Der Roman spielt in Cherryhs Allianz-Union Universum zur Zeit der Company-Kriege.

## Handlung
Die Raumstation im Orbit von Downbelow, einem Planeten des Sterns Pell, liegt als bislang neutraler Punkt zwischen den Einflusssphären der Erde und der Union, einer Föderation ehemaliger Kolonien der Erde. Die Raumflotte der Erde unter der Führung Conrad Mazians besetzt die Station, um ein letztes Bollwerk gegen die heranrückende Flotte der Union zu bilden. Die Union hat jedoch bereits Agenten auf der Station, die sie für die Union übernehmen oder sabotieren sollen. Die drohende Zerstörung wird durch die Erdflottenkapitänin Signy Mallory verhindert, die von Gewissensbissen geplagt, desertiert, um mit der Händlervereinigung eine dritte Macht im Universum der Menschen zu bilden.
In den Roman eingestreut sind Erzählungen über die friedfertigen Bewohner von Downbelow, mit denen die Menschheit einen ersten Kontakt hergestellt hat.

## Preise
- 1982 Hugo Award